# Alpiner Skieuropacup Herren
Diese Liste enthält die Sieger des Alpinen Skieuropacups der Herren. Neben dem Ersten der Gesamtwertung sind auch die Gewinner der einzelnen Disziplinenwertungen angegeben.
| Saison    | Gesamt                          | Abfahrt                    | Super-G                 | Riesenslalom                        | Slalom                      | Super-Kombination     |
| --------- | ------------------------------- | -------------------------- | ----------------------- | ----------------------------------- | --------------------------- | --------------------- |
| 2024/2025 | Oscar Andreas Sandvik           | Livio Hiltbrand            | Vincent Wieser          | Lenz Hächler                        | Oscar Andreas Sandvik       | –                     |
| 2023/2024 | Manuel Traninger                | Livio Hiltbrand            | Florian Loriot          | Jonas Stockinger                    | Theodor Brækken             | –                     |
| 2022/2023 | Josua Mettler                   | Marco Kohler               | Arnaud Boisset          | Josua Mettler                       | Halvor Hilde Gunleiksrud    | –                     |
| 2021/2022 | Giovanni Franzoni               | Ralph Weber                | Giovanni Franzoni       | Joan Verdú                          | Alexander Steen Olsen       | –                     |
| 2020/2021 | Maximilian Lahnsteiner          | Victor Schuller            | Stefan Rogentin         | Dominik Raschner                    | Billy Major                 | Joel Lütolf           |
| 2019/2020 | Atle Lie McGrath                | Valentin Giraud Moine      | Raphael Haaser          | Atle Lie McGrath                    | Sebastian Holzmann          | Robin Buffet          |
| 2018/2019 | Simon Maurberger                | Nils Mani                  | Roy Piccard             | Lucas Braathen                      | Istok Rodeš                 | Sam Alphand           |
| 2017/2018 | Johannes Strolz                 | Christopher Neumayer       | Christoph Krenn         | Dominik Raschner                    | Matej Vidović               | Daniel Danklmaier     |
| 2016/2017 | Gilles Roulin                   | Gilles Roulin              | Gilles Roulin           | Elia Zurbriggen                     | Reto Schmidiger             | Stefan Rogentin       |
| 2015/2016 | Bjørnar Neteland                | Christian Walder           | Emanuele Buzzi          | Stefan Brennsteiner                 | Robin Buffet                | Paolo Pangrazzi       |
| 2014/2015 | Riccardo Tonetti                | Joachim Puchner            | Patrick Schweiger       | Roland Leitinger                    | Riccardo Tonetti            | Bjørnar Neteland      |
| 2013/2014 | Thomas Tumler                   | Silvan Zurbriggen          | Thomas Tumler           | Žan Kranjec                         | Daniel Yule                 | Vincent Kriechmayr    |
| 2012/2013 | Aleksander Aamodt Kilde         | Ralph Weber                | Aleksander Aamodt Kilde | Manuel Pleisch                      | Dave Ryding                 | Victor Muffat-Jeandet |
| 2011/2012 | Florian Scheiber                | Johannes Kröll             | Florian Scheiber        | Sergei Maitakow                     | Victor Muffat-Jeandet       | Vincent Kriechmayr    |
| 2010/2011 | Alexis Pinturault               | Manuel Kramer              | Matthias Mayer          | Alexis Pinturault                   | Nolan Kasper                | Bernhard Graf         |
| 2009/2010 | Christian Spescha               | Cornel Züger               | Petr Záhrobský          | Christoph Nösig                     | Anton Lahdenperä            | Paolo Pangrazzi       |
| 2008/2009 | Florian Scheiber                | Patrick Küng               | Petr Záhrobský          | Alexander Ploner                    | Mattias Hargin              | Hagen Patscheider     |
| 2007/2008 | Marcel Hirscher                 | Rok Perko                  | Olivier Brand           | Jukka Leino                         | Marcel Hirscher             | Stefan Thanei         |
| 2006/2007 | Peter Struger                   | Johan Clarey               | Olivier Brand           | Marcus Sandell                      | Alexander Koll              | Johan Clarey          |
| 2005/2006 | Michael Gufler                  | Romed Baumann              | Georg Streitberger      | Michael Gufler                      | Mattias Hargin              | Jens Byggmark         |
| 2004/2005 | Kjetil Jansrud Hannes Reichelt  | Konrad Hari                | Walter Girardi          | Kjetil Jansrud                      | Kjetil Jansrud              | –                     |
| 2003/2004 | Matthias Lanzinger              | Thomas Graggaber           | Georg Streitberger      | Alexander Ploner                    | Patrick Thaler              | –                     |
| 2002/2003 | Norbert Holzknecht              | Norbert Holzknecht         | Norbert Holzknecht      | Hannes Reichelt                     | Aksel Lund Svindal          | –                     |
| 2001/2002 | Martin Marinac                  | Andreas Buder              | Freddy Rech             | Martin Marinac                      | Stéphane Tissot             | –                     |
| 2000/2001 | Ambrosi Hoffmann                | Ambrosi Hoffmann           | Stephan Görgl           | Sami Uotila                         | Manfred Pranger             | –                     |
| 1999/2000 | Christoph Gruber                | Ivan Bormolini             | Patrick Wirth           | Raphaël Burtin                      | Mario Matt                  | –                     |
| 1998/1999 | Michael Walchhofer              | Yasuyuki Takishita         | Patrick Wirth           | Gerhard Königsrainer                | Michael Walchhofer          | –                     |
| 1997/1998 | Benjamin Raich                  | Norbert Holzknecht         | Christoph Gruber        | Benjamin Raich                      | Benjamin Raich              | –                     |
| 1996/1997 | Stephan Eberharter              | Stephan Eberharter         | Stephan Eberharter      | Heinz Schilchegger                  | Joël Chenal Richard Gravier | –                     |
| 1995/1996 | Hermann Maier                   | Norbert Holzknecht         | Fritz Strobl            | Hermann Maier                       | Thomas Sykora               | –                     |
| 1994/1995 | Andreas Schifferer              | Andreas Schifferer         | Patrick Wirth           | Marcel Sulliger                     | Bernhard Bauer              | –                     |
| 1993/1994 | Patrick Staub                   | Daniel Brunner             | Alessandro Fattori      | Urs Kälin                           | Patrick Staub               | –                     |
| 1992/1993 | Marcel Sulliger                 | David Pretot               | Marco Hangl             | Luca Pesando                        | Patrick Staub               | –                     |
| 1991/1992 | Marcel Sulliger                 | Werner Franz               | Marcel Sulliger         | Hans Pieren                         | Thomas Fogdö                | –                     |
| 1990/1991 | Tobias Barnerssoi Markus Eberle | Christophe Plé             | Jérôme Noviant          | Tobias Barnerssoi                   | Dietmar Thöni               | –                     |
| 1989/1990 | Christian Polig                 | –                          | Peter Wirnsberger II    | Peter Olsson                        | Christian Polig             | –                     |
| 1988/1989 | Stephan Eberharter              | Kristian Ghedina           | Tomaž Čižman            | Attilio Barcella Stephan Eberharter | Peter Jurko                 | –                     |
| 1987/1988 | Konrad Walk                     | Xavier Gigandet            | Walter Gugele           | Konrad Walk                         | Christian Orlainsky         | –                     |
| 1986/1987 | Helmut Mayer                    | William Besse Werner Marti | Helmut Mayer            | Helmut Mayer                        | Tetsuya Okabe               | –                     |
| 1985/1986 | Rudolf Nierlich                 | Michael Plöchinger         | Rainer Salzgeber        | Rudolf Nierlich                     | Carlo Gerosa                | –                     |
| 1984/1985 | Luc Genolet                     | Karl Alpiger               | –                       | Rudolf Nierlich                     | Mathias Berthold            | –                     |
| 1983/1984 | Dietmar Köhlbichler             | Luc Genolet                | –                       | Josef Schick                        | Dietmar Köhlbichler         | –                     |
| 1982/1983 | Bill Johnson                    | Bill Johnson               | –                       | Günther Mader                       | Peter Mally                 | –                     |
| 1981/1982 | Hubert Strolz                   | Karl Alpiger               | –                       | Hubert Strolz                       | Klaus Heidegger             | –                     |
| 1980/1981 | Ernst Riedlsperger              | Bernhard Flaschberger      | –                       | Hubert Strolz                       | Lars Halvarsson             | –                     |
| 1979/1980 | Siegfried Kerschbaumer          | Dieter Amann               | –                       | Tiziano Bieler                      | Bengt Fjällberg             | –                     |
| 1978/1979 | Jarle Halsnes                   | Urs Räber                  | –                       | Juan Manuel Fernández Ochoa         | Alexander Schirow           | –                     |
| 1977/1978 | Leonardo David                  | Silvano Meli               | –                       | Alex Girogio                        | Leonardo David              | –                     |
| 1976/1977 | Petar Popangelow                | Günter Alster              | –                       | Arnold Senoner                      | Mauro Bernardi              | –                     |
| 1975/1976 | Bruno Confortola                | Karl Anderson              | –                       | Bruno Confortola                    | Sepp Oberfrank              | –                     |
| 1974/1975 | Diego Amplatz                   | Kurt Engstler              | –                       | Miloslav Sochor                     | Alfred Hagn                 | –                     |
| 1973/1974 | Christian Witt-Dörring          | Christian Witt-Dörring     | –                       | Werner Mattle                       | Giulio Corradi              | –                     |
| 1972/1973 | Fausto Radici                   | Peter Feyrsinger           | –                       | Josef Loidl                         | Fausto Radici               | –                     |
| 1971/1972 | Ilario Pegorari                 | Kurt Engstler              | –                       | Hubert Berchtold                    | Giulio Corradi              | –                     |